# (10366) Shozosato
(10366) Shozosato est un astéroïde de la ceinture principale.

## Description
(10366) Shozosato est un astéroïde de la ceinture principale. Il fut découvert le 24 novembre 1994 à Kitami par Kin Endate et Kazuro Watanabe. Il présente une orbite caractérisée par un demi-grand axe de 2,24 UA, une excentricité de 0,15 et une inclinaison de 4,2° par rapport à l'écliptique.

## Compléments